# ساندي لويس
ساندي لويس (بالإنجليزية: Sandy Lewis)‏ هو سياسي أسترالي، ولد في 22 يناير 1931 في أستراليا، وتوفي في 9 مايو 2016. حزبياً، نشط في الحزب الليبرالي الأسترالي. وقد انتخب عضو الجمعية التشريعية لأستراليا الغربية.